# Star Screen Award/Bester Schurke
Der Star Screen Award Best Villain ist eine Kategorie des indischen Filmpreises Star Screen Award.
Der Star Screen Award Best Villain wird von einer angesehenen Jury der Bollywoodfilmindustrie gewählt und seit 1996 vergeben. Die Gewinner werden jedes Jahr im Januar bekannt gegeben.  
Die männlichen Schauspieler sind die überwiegenden Gewinner dieses Preises.
Liste der Gewinner:
| Jahr | Schauspieler/-in   | Film                  | Deutscher Titel    |
| ---- | ------------------ | --------------------- | ------------------ |
| 1996 | Mithun Chakraborty | Jallad                | —                  |
| 1997 | Ashish Vidyarthi   | Is Raat Ki Subah Nahi | —                  |
| 1997 | Rekha              | Khiladiyon Ka Khiladi | —                  |
| 1998 | Mohan Joshi        | Mrityudand            | —                  |
| 1999 | Ashutosh Rana      | Dushman               | —                  |
| 2000 | Shivaji Shinde     | Shool                 | —                  |
| 2001 | Rajpal Yadav       | Jungle                | —                  |
| 2002 | Manoj Bajpai       | Aks                   | —                  |
| 2003 | Ajay Devgan        | Deewanagee            | —                  |
| 2004 | kein Preis         |                       |                    |
| 2005 | Priyanka Chopra    | Aitraaz               | —                  |
| 2006 | kein Preis         |                       |                    |
| 2007 | Saif Ali Khan      | Omkara                | —                  |
| 2008 | Pankaj Kapoor      | The Blue Umbrella     | —                  |
| 2009 | Akshaye Khanna     | Race                  | —                  |
| 2010 | Boman Irani        | 3 Idiots              | 3 Idiots           |
| 2011 | Ronit Roy          | Udaan                 | —                  |
| 2012 | Prashant Narayanan | Murder 2              | —                  |
| 2012 | Priyanka Chopra    | Saat Khoon Maaf       | Susannas 7 Männer  |
| 2013 | Tigmanshu Dhulia   | Gangs of Wasseypur    | Gangs of Wasseypur |
| 2014 | Rishi Kapoor       | D-Day                 | —                  |
| 2014 | Shilpa Shukla      | B.A. Pass             | —                  |
| 2015 | Tahir Raj Bhasin   | Mardaani              | —                  |
| 2015 | Huma Qureshi       | Dedh Ishqiya          | —                  |
| 2016 | Ronit Roy          | Guddu Rangeela        | —                  |